# Pomdrakpa
Pomdrakpa Sonam Dorjé aussi appelé Darma Drak; Gyelse Pomdrakpa; Podrakpa; Sonam Dorje (1170 à Drigyel Dampa Chopuk - 1249 à Markham) est un lama karma kagyu important. 

## Biographie
Pomdrakpa Sonam Dorjé est né en 1170 à Drigyel Dampa Chopuk. Selon les Annales bleus, à cinq ans, il maîtrisait la lecture et l'écriture, et à neuf ans, il reçut les transmissions de Cakrasamvara et Hevajra de Lama Nyen Lhakhang Gangwa. 
À quatorze ans, Sonam Dorje rencontra Sanggye Rechen Peldrak, disciple de Dusum Khyenpa, le 1er Karmapa. Avec un autre disciple, Nubton Tsul, il reçut de lui l'initiation de Vajravarahi. Il demanda la permission d'entreprendre une méditation en ermite à son maître qui refusa, qui lui dit de s'installer à Pelgo (spel sgo). Plus tard, alors qu'il eut l'intention de quitter cet endroit, une vision de Dusum Khyenpa l'en dissuada, et il y resta seize ans. 
À Sonam Dorje qui demanda qui diffuserait son enseignement, Sanggye Rechen répondit : « Mes disciples peuvent se guider eux-mêmes, j'avais de grands espoirs en vous et en Lodro Rinchen. De vous deux, vous serez plus importants par vos travaux. Les travaux de vos disciples et ceux de leurs disciples seront grands. ». 
Après avoir quitté Pelgo, Sonam Dorje reçut des enseignements de Tsangton Dorje Gyeltsen (gtsang ston chos rje rdo rje rgyal mtshan, 1137-1226), le second abbé du monastère de Kathok,. 
Il a ensuite rénové le monastère de Tasho Pomdrak qui devint son siège et l'origine de son titre.
Pomdrakpa est crédité avoir identifié la réincarnation de Dusum Khyenpa, Karma Pakshi, le 2e Karmapa. Pomdrakpa le rencontra à onze ans, alors qu'il avait reçu le nom d'ordination de Chokyi Lama ou Chozin. Pomdrakpa lui transmit d'abord la lignée, y compris Jinasāgara, forme d'Avalokiteshvara, avant de penser qu'il était l'incarnation de Dusum Khyenpa, le maître de son propre lama.
La disparition de Pomdrakpa serait le résultat du non-respect d'une demande de Sanggye Rechen lui interdisant d'aller à Markham où il est tombé malade et est mort.
Il fut un détenteur de lignée du Rosaire d'Or.

## Source
1. 1 2 3 4 5 6 7  (en) Alexander Gardner, Pomdrakpa Sonam Dorje b.1170 - d.1249, Novembre 2011
2. ↑  (en) Samten Chhosphel,Katokpa Dampa Deshek b.1122 - d.1192
3. ↑  La lignée du Rosaire